# Coleophora ciliataephaga
Coleophora ciliataephaga é uma espécie de mariposa do gênero Coleophora pertencente à família Coleophoridae.